# Дьяконов, Игорь Михайлович
И́горь Миха́йлович Дья́конов (30 декабря 1914 [12 января 1915], Петроград — 2 мая 1999, Санкт-Петербург) — советский и российский историк-востоковед, лингвист, специалист по шумерскому языку, сравнительно-исторической грамматике афразийских языков, древним письменностям, истории Древнего Востока. Доктор исторических наук (1960).

## Биография

### Детство
Игорь Михайлович Дьяконов родился в Петрограде 12 января 1915 года (30 декабря 1914 года по старому стилю). Отец, Михаил Алексеевич Дьяконов, впоследствии писатель и переводчик, работал в то время банковским служащим; мать, Мария Павловна, была врачом. Детство Игоря Михайловича пришлось на годы революции и гражданской войны, его семья жила бедно. У Игоря Михайловича было два брата: старший, Михаил, с которым Игорь Михайлович впоследствии иногда совместно работал, и младший, Алексей.
С 1922 года по 1929 год семья Дьяконовых с небольшими перерывами жила в окрестностях Кристиании (ныне — Осло), в Норвегии. Отец Игоря работал в советском торговом представительстве в качестве начальника финансового отдела и заместителя торгпреда. Маленький Игорь быстро выучил норвежский язык, а позднее немецкий, которым хорошо владела его мать, и английский. В школу Дьяконов впервые пошёл в Норвегии, причём только в 13 лет. В Норвегии Игорь Михайлович увлекался историей Древнего Востока и астрономией, уже в 10 лет пытался разобраться в египетских иероглифах и к 14 годам окончательно решил связать с Востоком свою будущую профессию.
В 1931 году окончил школу в Ленинграде. В то время в системе образования проводился эксперимент «бригадно-лабораторного метода» преподавания — обычных занятий не было, учителя под страхом увольнения боялись вести классические уроки. Ученики главным образом занимались созданием стенгазет, общественной работой и художественной самодеятельностью. Серьёзные знания в школе было получить нельзя, и оставалось рассчитывать на самообразование.

### Юность и молодость
После окончания школы Игорь в течение года работал, а также делал платные переводы. К этому его принуждало нелёгкое материальное положение семьи и желание Дьяконова поступить в университет, что было легче сделать с рабочего места. В 1932 году ему с трудом удалось поступить в Историко-филологический институт (позднее ставший частью Ленинградского государственного университета). В начале 1930-х годов в университет принимали не по результатам экзаменов, а по анкетным данным. Дьяконову удалось попасть на лист ожидания, и полноправным студентом он стал лишь после того, как отчисленные с рабфака студенты освободили достаточно мест. В университете в то время преподавали такие известные учёные, как языковед Николай Марр, востоковеды Николай Юшманов, Александр Рифтин, Игнатий Крачковский, Василий Струве, востоковед и африканист Дмитрий Ольдерогге и другие. Александр Павлович Рифтин долгое время был научным руководителем Дьяконова, а с академиком Василием Васильевичем Струве у Дьяконова сложились очень непростые отношения с самой юности.
Юность Дьяконова пришлась на годы сталинских репрессий. Некоторые сокурсники Дьяконова были арестованы, некоторые, опасаясь ареста, сами стали сексотами НКВД и систематически писали доносы на своих товарищей. Из двух ассириологов, учившихся вместе с Дьяконовым, уцелел только Лев Александрович Липин. Другой, Николай Ерехович, был арестован и умер в заключении в конце 1945 года. Впоследствии Липин и Дьяконов публично упрекнут друг друга в гибели Николая Ереховича.
В 1936 году Дьяконов женился на сокурснице Нине Яковлевне Магазинер.
С 1937 года параллельно с учёбой работал в Эрмитаже — нужно было кормить семью.
В 1938 году отец Дьяконова был арестован с официальным приговором «10 лет без права переписки». На самом деле отец был расстрелян через несколько месяцев после ареста, в том же 1938 году, но семья узнала об этом только через несколько лет, долгие годы сохраняя надежду, что он ещё жив. В 1956 году отец Дьяконова был реабилитирован за отсутствием состава преступления. Самого Игоря Дьяконова неоднократно приглашали в НКВД на допросы по поводу сокурсников. Например, один из сокурсников Дьяконова, о котором тот, как и другие вызванные в Большой дом студенты, давал показания в 1938 году, был известный впоследствии историк Лев Гумилёв, который провёл в лагерях 15 лет. Тесть Дьяконова Яков Миронович Магазинер также был арестован в 1937 году, но остался жив. Несмотря на то, что Дьяконов стал «сыном врага народа», он смог закончить последний курс. Он изучал идиш, арабский, древнееврейский, аккадский, древнегреческий и другие языки.

### Война
В 1941 году Дьяконов как сотрудник Эрмитажа был мобилизован для эвакуации ценных коллекций. Работал под руководством знаменитого искусствоведа и египтолога Милицы Матье и упаковывал одну из восточных коллекций. По настоянию руководителя партийной организации Эрмитажа, Дьяконов, несмотря на белый билет по зрению, записался в ополчение. Директор Эрмитажа И. А. Орбели, ценивший молодого способного сотрудника, вытащил его из ополчения. До этого Орбели резко выступил против распределения Дьяконова в провинцию после окончания ЛГУ, сохранив его на работе в Эрмитаже.
Благодаря знанию немецкого языка Дьяконов был зачислен в разведотдел, но не продержался там из-за плохой анкеты.[уточнить] Был переводчиком в отделе пропаганды Карельского фронта, где писал и печатал листовки, участвовал в допросах пленных. В 1944 году Дьяконов участвовал в наступлении советских войск в Норвегии и был назначен заместителем коменданта города Киркенес. Жители города отзывались о деятельности Дьяконова с благодарностью, Дьяконов в 1990-е годы стал почётным жителем города Киркенес.
Во время войны погиб его младший брат, Алексей Дьяконов.

## Семья
Первая жена — Нина Яковлевна Дьяконова (1915—2013), дочь правоведа Я. М. Магазинера, специалист по английской литературе, профессор СПбГУ.
Сыновья — физики:
- Михаил (род. 1940) — доктор физико-математических наук, главный научный сотрудник Физико-технического института имени А. Ф. Иоффе, профессор Университета Монпелье, лауреат Государственной премии СССР.
- Дмитрий (1949—2012) — доктор физико-математических наук, заведующий сектором теоретической физики высоких энергий Петербургского института ядерной физики имени Б. П. Константинова.

Вторая жена — Нинель Янковская (1925—2009), ассириолог.
- Сын Алексей (род. 1968) — востоковед и режиссёр-документалист[8].

## Научная деятельность
Дьяконов был демобилизован в 1946 году и вернулся в университет. Его научный руководитель, Александр Павлович Рифтин, умер в 1945 году, и Дьяконов стал ассистентом кафедры семитологии, которой заведовал И. Н. Винников. Игорь Михайлович быстро защитил кандидатскую диссертацию на тему земельных отношений в Ассирии и начал преподавать.
В 1950 году на фоне кампании по «борьбе с космополитизмом» одна из выпускниц кафедры написала донос, в котором указала, что на кафедре изучают Талмуд. Кафедру закрыли, уволив почти всех преподавателей, в том числе и Игоря Михайловича.
Дьяконов вернулся к работе в Эрмитаже. После реорганизации Института востоковедения стал работать в его Ленинградском отделении. Диапазон его творчества распространялся на совершенно различные области древней истории. В соавторстве с М. М. Дьяконовым и В. А. Лившицем он расшифровал парфянские документы из Нисы. В 1952 году Дьяконов в соавторстве с И. М. Дунаевской и Я. М. Магазинером опубликовал уникальное сравнительное исследование вавилонских, ассирийских и хеттских законов. В 1956 году издал книгу по истории Мидии. В 1963 году опубликовал все известные к тому времени урартские тексты на глиняных табличках. В 1973 году опубликованы сделанные Дьяконовым новые переводы библейских книг — «Песни песней» и «Книги Екклесиаста», в 1998 году — перевод «Плача Иеремии». Уже после смерти вышли переводы с латинского языка, в том числе Анналов святого Власия.
Высокая степень научности, тем не менее, сопутствовала далеко не всем переводам Дьяконова: в частности, в своём переводе 2-го стиха 3-й главы Книги пророка Наума Дьяконов произвольно опустил слова, предрекающие сокрытие Ниневии песками.
В 1986 году Дьяконов был удостоен фестшрифта, выпущенного на английском языке при участии многих европейских авторов.

### Шумерология и ассириология
Шумерология являлась одним из главных направлений научной деятельности И. М. Дьяконова и темой его докторской диссертации. Однако его вклад в шумерологию имеет ряд спорных и неоднозначных моментов.
В 1959 году вышла в свет монография «Общественный и государственный строй Древнего Двуречья. Шумер», через год защищённая в качестве диссертации на степень доктора исторических наук. В этом труде Дьяконов даёт собственную концепцию структуры шумерского общества и социально-политической истории Месопотамии в шумерский период, а также критикует все предыдущие концепции историков-шумерологов: принятую советской наукой в середине 1930-х годов концепцию В. В. Струве и утвердившуюся в западной науке концепцию А. Даймеля.
В классическом учебнике Струве, идеи которого лаконично излагает Дьяконов, «из первобытной общины выводилось существование на древнем Востоке общинного (а не индивидуального) рабства и царского деспотизма; поскольку ирригационная система была делом общинным, постольку частная собственность на землю возникала только на… высоких полях, которые невозможно было орошать». А. Даймель же полагал, что всё без исключения хозяйство шумерских городов-государств следует считать относящимся к храмово-царскому хозяйству, и его точку зрения поддержал авторитетнейший шумеролог А. Фалькенштейн.
В монографии И. М. Дьяконова обе эти концепции были отвергнуты. Подсчитав общую площадь орошаемых земель государства Лагаш и сравнив это количество с площадью земель храма Бау, исследователь пришёл к выводу, что «значительная часть земли в Лагаше лежала за пределами храмовых владений», а храмовое хозяйство «охватывало всё же, вероятно, лишь часть свободного и рабского населения Лагаша и занимало далеко не всю обрабатываемую площадь государства». Концепция Струве о частном землевладении на «высоких полях» была оспорена Дьяконовым на основе следующей аргументации: на неорошаемой земле в условиях сухих тропиков хлеб расти не может.
В результате своего исследования Дьяконов приходит к выводу о существовании двух крупных секторов шумерской экономики: земли большесемейных общин и храмовой земли. Население Шумера было вписано в эту экономическую структуру и разделялось на четыре страты: крупная знать, обладавшая большими участками земли и имевшая возможность приобрести землю в собственность; рядовые общинники, владевшие землёй в порядке семейно-общинного владения; клиенты (бывшие общинники, утратившие общинные связи); рабы (храма и частных лиц). Основной производительной силой шумерского общества Дьяконов, в противоположность Струве, считает не рабов, а рядовых общинников и отчасти клиентов. Политический строй Шумера рассматривается им как перманентная борьба за власть между общинными и царско-храмовыми политическими группами, а политическая история шумерских государств делится на три фазы: борьба царя и аристократической олигархии; возникновение деспотии в аккадский период и борьба за её упрочение; победа деспотического строя при III династии Ура.
На концепцию Дьяконова оказали значительное влияние работы Т. Якобсена о ранней политической истории Двуречья. Поэтому она была хорошо принята американскими шумерологами, в частности, С. Н. Крамером, который основывал на «тщательном и творческом исследовании Дьяконова» собственный очерк устройства шумерского города.
Некоторый вклад внёс Дьяконов и в изучение шумерского языка. Им написан ряд статей об эргативной конструкции предложения, о числительных.
Начиная с 1990-х годов в шумерологии возрождаются поиски типологически, а в перспективе, возможно, и генетически близких шумерскому языков. В 1991 году Р. Иосивара в своей монографии сопоставил шумерский с японским, а в 1996 году П. К. Манансала опубликовал свои аргументы с привлечением как фонетических, так и морфологических и лексических данных в пользу родства шумерского с языками австронезийской группы, куда он включил, кроме мунда, ещё и японский. Через год после публикации Манансалы Дьяконовым было продолжено обоснование гипотезы родства шумерского языка и языков группы мунда: сходными оказались, помимо нескольких десятков имён, некоторые термины родства и падежные показатели. Интерес вызывает тот факт, что именно на сопоставлении шумерского языка с языками мунда сходятся позиции Дьяконова и его непримиримого оппонента Кифишина. В 2001 году аргументы в пользу родства с сино-тибетской языковой группой выдвинул Ян Браун. О компаративных исследованиях Брауна И. М. Дьяконов упоминает в 1967 году ещё в «Языках древней Передней Азии».

### Сравнительное языкознание
Разнообразие научной деятельности Игоря Михайловича Дьяконова позволило ему внести большой вклад в сравнительное языкознание. Несколько его работ претендуют на фундаментальность в данной области. Среди них:
- Семито-хамитские языки. Опыт классификации. — М.: Наука, 1965. — 119 с. — 1600 экз.
- Языки древней Передней Азии. — М.: Наука, 1967. — 492 с. — 2100 экз.
- (совместно с А. Г. Беловой и А. Ю. Милитарёвым) Сравнительно-исторический словарь афразийских языков. — М., 1981—1982. (не завершён, издано несколько выпусков)
- The Phrygian. Delmar, 1985 (with V. P. Neroznak)
- Afrasian Languages, Nauka, Moscow, 1988.
- (совместно с С. А. Старостиным) Хуррито-урартские и восточно-кавказские языки // Древний Восток: Этнокультурные связи. — М., 1988.
- Языки Азии и Африки. — Т. 4. Афразийские языки. Кн. 1—2. — М.: Наука, 1991—1993. (к этому тому Дьяконовым написано обширное введение, в котором даётся общая характеристика сравнительной грамматики афразийских языков)

Также интересовался вопросами дешифровки древних письменностей и содействовал изданию на русском языке целого ряда фрагментов и отрывков из передовых трудов по истории письма, которые вышли с его подробными комментариями о современном состоянии вопроса.
Кроме того, Дьяконов является автором следующих лингвистических гипотез:
- (совместно с С. А. Старостиным и В. Э. Орлом) о родстве этрусского языка с хурритским языком[29];
- о родстве шумерского языка с языками мунда.

### Философия истории
Дьяконов опубликовал несколько обобщающих работ по истории. Ему принадлежат важные главы в первом томе «Всемирной истории» (М., 1955), трёхтомном учебнике «Истории древнего мира» (М., 1982) и первом томе «Истории Востока» (М., 1997), также совместно с другими авторами им написана:
- История Древнего Востока. Ч. 1. Кн.1—2. — М.: Наука, 1983—1988[30].

После некоторых колебаний (выразившихся, в частности, в том, что в ряде работ он вместо рабовладельческого способа производства стал говорить просто о древнем способе производства) И. М. Дьяконов самым решительным образом выступил в защиту тезиса о принадлежности древневосточных обществ к рабовладельческой формации. Вышедший в 1983 году под его редакцией первый том «Истории Древнего Востока» был демонстративно, в пику всем противникам официальной точки зрения, назван «Зарождение древнейших классовых обществ и первые очаги рабовладельческой цивилизации».
Среди монографических работ Дьяконова:
- Архаические мифы Востока и Запада. — М., 1990. — 246 с. Среди оппозиционного направления ассириологов (Кифишин, Вассоевич, Святополк-Четвертынский) книга вызвала глубокое неприятие прежде всего в связи с чрезмерно завышенным материалистически-позитивистским подходом к проблемам духовного плана.
- Пути истории: от древнейшего человека до наших дней. — М.: Восточная литература, 1994. — 382 с.

Однако последнюю книгу сам Дьяконов называл «авантюрой», и, действительно, она вызвала серьёзную критику некоторых историков. Наиболее последовательно концепция Дьяконова, выдвинутая в «Путях истории», разобрана Ю. И. Семёновым в его монографии «Философия истории». В противовес когда-то бывшей официальной пятичленной схеме смены формаций И. М. Дьяконов выдвигает свою схему восьми фаз исторического развития. Эти фазы — первобытная, первобытнообщинная, ранняя древность, имперская древность, средневековье, стабильно-абсолютистское постсредневековье, капиталистическая, посткапиталистическая. Формации в марксистской схеме выделены по одному единому признаку, совершенно иначе обстоит дело у И. М. Дьяконова. Первая фаза отделена от второй по признаку формы хозяйства, вторая от третьей — по признаку отсутствия и наличия эксплуатации, третья от четвёртой — по признаку отсутствия или наличия империй, наконец, «первым диагностическим признаком пятой, средневековой фазы исторического процесса, является превращение этических норм в догматические и прозелитические…». Иначе говоря, вся периодизация И. М. Дьяконова построена (в понимании Ю. Семёнова) с нарушением элементарных правил логики. Он непрерывно меняет критерий выделения фаз. В результате членение на фазы приобретает чисто произвольный характер. Согласно Семёнову, применяя подобного рода ненаучный метод, можно выделить сколь угодное количество фаз. Нелогичность пронизывает всю книгу И. М. Дьяконова. С одной стороны, например, автор видит важнейший, коренной недостаток всех существующих концепций исторического развития в том, что они построены на идее прогресса, а с другой, сам же выделяет восемь стадий поступательного, восходящего движения истории, то есть сам строит свою схему на идее прогресса. Самое же удивительное заключается в том, что отбрасывая то положительное, что есть даже в официальной марксистской схеме, не говоря уже о созданной самим К. Марксом, И. М. Дьяконов не только принимает, но доводит до абсурда её линейно-стадиальную интерпретацию. Все страны, все зоны, все регионы развиваются одинаково и проходят одни и те же стадии развития. «Единство закономерностей исторического процесса, — пишет учёный, — явствует из того, что они равно прослеживаются как в Европе, так и на противоположном конце Евразии — в почти изолированной островной Японии… и даже Южной Америке».
Раньше Дьяконов утверждал, что и древневосточное общество является рабовладельческим. Теперь же он категорически настаивает на том, что рабовладельческой формации вообще нигде и никогда не существовало. По его мнению, от этого понятия нужно раз и навсегда отказаться, даже применительно к античному обществу, хотя, как сам же он признаёт, в античности были и такие периоды, когда рабы играли ведущую роль в производстве.
Эрик Хобсбаум назвал концепцию Дьяконова «очень интересным взглядом на историю».
По мнению д-ра ист. наук, проф. А. А. Штырбула: «Предложенная И. М. Дьяконовым стадиальность далеко не совершенна и, в отличие от марксовой, слабо аргументирована, недостаточно обоснована, к тому же её классификация не может вместить все многообразие исторических фактов и явлений в предложенную научную схему».

### Дьяконов как арменовед
В 1968 году И. М. Дьяконов опубликовал самое подробное на тот момент исследование этногенеза армян — книгу «Происхождение армянского народа», в которой, опираясь на общепринятые в тот период научные воззрения, обосновывал миграционно-смешанную гипотезу армянского этногенеза.
Дьяконов подходил к проблеме с позиций сравнительной лингвистики, сопоставляя полученные результаты с историческими данными. Он установил, что армянский язык не мог произойти от фригийского, а оба эти языка, ранее отделившись от общего предка, развивались независимо. Дьяконов предположил, что индоевропейские племена протоармян продвинулись на Армянское нагорье с запада, однако, с одной стороны, они не были фригийцами, а с другой стороны, на Армянском нагорье после распада Урарту эти племена составляли явное меньшинство населения и этнически растворились в смеси хурритов, урартов и других автохтонных для Армянского нагорья племён, в силу каких-то причин сохранив основу своего языка, лишь заимствовав большой пласт местной хуррито-урартской лексики. В качестве вероятного кандидата на роль таких племён Дьяконов назвал племена мушков.
Теория Дьяконова объединяла известные лингвистические и антропологические данные, сочеталась с первоначальной миграционной теорией, однако в то же время делала армян в основном биологическими потомками населения Армянского нагорья как минимум I тысячелетия до н. э., в определённом смысле удовлетворяя политической необходимости утверждать автохтонность армян на Армянском нагорье с I тысячелетия до н. э. Несмотря на это, гипотеза Дьяконова встретила жёсткое сопротивление в Армении, где по сегодняшний день большинство историков настаивает на различных «хайасских» гипотезах в качестве версии этногенеза армянского народа. Согласно этим гипотезам, прародиной армян считается Хайаса, которая, судя по хеттским клинописным надписям, была расположена к востоку от Хеттского царства, то есть в западной части Армянского нагорья.
Лингвист Вячеслав Иванов, выдвинувший совместно с Тамазом Гамкрелидзе собственную гипотезу происхождения праиндоевропейского языка, в которую предположения И. М. Дьяконовa относительно ряда вопросов этногенеза армян не вписывались, отвергал их как ошибочные.
Ряд современных исследователей указывает, что гипотеза И. М. Дьяконова о близости греческого и фригийского к фракийскому и армянскому, выдвинутая в 1960-е годы, не нашла подтверждения в языковом материале.

### Дьяконов как иранист
Хотя история древних иранских народов и тексты на иранских языках не были центральной областью исследований И. М. Дьяконова, он внёс заметный вклад в иранистику.
С 1948 года по начало 1950-х годов в ходе раскопок под руководством М. Е. Массона на городищах Новая и Старая Ниса, расположенных невдалеке от Ашхабада и являющихся развалинами Михрдадкерта, одной из столиц Парфянского царства (III век до н. э. — III век н. э.), было найдено более двух тысяч документов на черепках («остраков»), написанных письмом арамейского происхождения. Археологический контекст и однотипные формулировки документов говорили, что найденные тексты — хозяйственные записи, относящиеся к винохранилищу. Ряд арамейских слов в документах был сразу же понятен специалисту. Однако встал другой вопрос: на каком языке написаны остраки? Для большинства среднеиранских письменностей (среднеперсидской, парфянской, согдийской, хорезмийской) было характерно наличие арамейских идеограмм, то есть для ряда лексем выписывалось арамейское слово (часто искажённое), но читался иранский эквивалент (ср. кандзи в современном японском, шумерограммы в аккадском). Семитолог И. Н. Винников предпринял попытку прочесть документы по-арамейски, в то время как И. М. Дьяконов, его старший брат, историк-иранист М. М. Дьяконов и иранист-лингвист В. А. Лившиц понимали документы как парфянские, но написанные с чрезвычайно большим количеством арамейских идеограмм — на это указывала нерегулярность написания арамейских слов, несемитский синтаксис надписей, перебои в идеографическом и «раскрытом» написании ряда лексем. Точка зрения Дьяконовых и Лившица была поддержана крупнейшим иранистом того времени В. Б. Хеннингом и в настоящее время является общепринятой. В 1960 году И. М. Дьяконов и В. А. Лившиц опубликовали солидную выборку документов, а начиная с 1976 года постепенно выходит полное английское издание в серии Corpus Inscriptionum Iranicarum (к настоящему моменту изданы все фотографии, транслитерации и переводы надписей, глоссарий).
В 1956 году по заказу Института истории АН Азербайджанской ССР И. М. Дьяконов издал «Историю Мидии». В четырёхсотстраничной монографии подробно освещаются вопросы истории, исторической географии, этнической истории, археологии северо-восточных окраин Междуречья и северо-западного Ирана с древнейших времён, дата, направление, характер инфильтрации индоевропейских иранских племён в эти области (Дьяконов в «Истории Мидии» выступал за относительно по́зднее, c VIII века до н. э., проникновение иранцев на Плато из Средней Азии, хотя в дальнейшем признавал возможность и более ранней даты), политическая история Мидийской державы VII—VI веков, покорение Мидии персами и история Мидии в составе государства Ахеменидов вплоть до завоеваний Александра Македонского. Эта работа потребовала разбора не только хорошо знакомых Дьяконову древневосточных источников, но и греко-римских сочинений, древнеиранских памятников; и те, и другие в книге мастерски проштудированы. «История Мидии» была переведена на персидский язык и выдержала несколько переизданий в Иране. Перу Дьяконова принадлежит и раздел об истории Мидии в «Кембриджской истории Ирана»
Важное значение имеет небольшая статья Дьяконова «Восточный Иран до Кира (к возможности новых постановок вопроса)», где автор предложил своё ви́дение хронологической и географической локализации деятельности Заратуштры. На основе сжатого анализа всего комплекса лингвистических, письменных и археологических источников, автор приходит к выводу, что Заратуштра жил не позднее VII века до н. э. в Бактрии, приводит дополнительные аргументы в пользу проникновения иранских племён на Иранское нагорье из степного пояса через Среднюю Азию.

### Литературоведение
И. М. Дьяконов был автором ряда научных статей об истории замысла и текста романа Пушкина «Евгений Онегин» («О восьмой, девятой и десятой главах „Евгения Онегина“» (1963), «Об истории замысла „Евгения Онегина“» (1982)). Пушкинистику он относил к своим хобби наряду с астрономией и историей парусных кораблей.

### Философия, мифология, культурология
Историко-философские идеи Дьяконова наиболее последовательно изложены в таких работах, как «Киркенесская этика» (1944), «Архаические мифы Востока и Запада» (1990), «Пути истории: от древнейшего человека до наших дней» (1994), «Книга воспоминаний» (1995). Историософия Дьяконова находится на стыке марксистской теории общественно-экономических формаций и французского позитивизма (О. Конт), восходящего к Бэкону, Декарту и Спинозе. Он различает восемь фаз общественного устройства (первобытную, первобытнообщинную, раннюю древность, имперскую древность, средневековье, стабильно-абсолютистское постсредневековье, капиталистическую и посткапиталистическую), а причиной перехода от одной фазы к другой считает наличие трёх факторов — совершенствования технологий производства оружия:24, появления альтернативных идейно-психологических тенденций и желания снять социально-психологический дискомфорт. Однако такой переход совершается не скачкообразно, а постепенно. Таким образом, для лучшего понимания каждой фазы истории следует в равной мере изучать и её материальную базу, и систему ценностей, возникающую в процессе развития общественных отношений различного уровня.

## Научно-организационная деятельность, взаимоотношения с коллегами

### Создание собственной ассириологической школы
В марте 1988 года Дьяконов получил диплом почётного доктора Чикагского университета, где был назван ведущим исследователем древнего Ближнего Востока, который «в одиночку возродил ассириологическую науку в Советском Союзе». Действительно, И. М. Дьяконов воспитал многих учеников (см. Список русскоязычных ассириологов).
Многие из них продолжают работать в Отделе Древнего Востока Института восточных рукописей РАН. Там же расположена мемориальная библиотека Дьяконова, переданная в дар Институту.

### Противостояние с академиком Струве
Научная работа Дьяконова, связанная с шумерским языком, проходила в противостоянии с академиком Василием Васильевичем Струве, самым известным в то время востоковедом, специализировавшимся по шумерологии в СССР, с 1941 года возглавлявшим Институт востоковедения АН СССР. Василию Васильевичу удавалось в тяжёлое время сталинских репрессий сохранять хорошие отношения с режимом, считаться одним из главных официальных историков-марксистов. Возможно, сам этот факт стал основной причиной ненависти, с которой Игорь Михайлович Дьяконов, сын расстрелянного в 1938 году «врага народа», относился к академику Струве. В своей «Книге воспоминаний» Дьяконов упоминает Струве десятки раз, причём каждый раз в негативном смысле, ставя ему в вину даже тембр голоса и форму тела. Противостояние со Струве для Дьяконова усугублялось тем, что Игорь Михайлович был учёным с весьма разнообразными интересами, писал работы по разным языкам и культурам, а Струве, занимаясь большую часть жизни (минимум с 1911 года, когда окончил университет) египтологией, с 1933 года плотно сконцентрировался именно на шумерологии, составляя специальные картотеки. Однако Дьяконова очень интересовали шумерская история и шумерский язык, он занимался исследованиями в данных областях и неоднократно пытался обнаружить недоработки в теориях Струве или как-либо эти теории развить.
В начале 1950-х годов Дьяконов выступил с рядом статей, в основном направленных на пересмотр хозяйственной системы Шумера, давно предложенной Струве. В своём ответе Струве утверждал, что Дьяконов базировал свои предположения на ошибочной трактовке некоторых шумерских слов. Надо заметить, что в современной трактовке этих слов сохраняется традиция Струве.
В конце 1950-х годов полемика стала носить более личный характер. При этом необходимо отметить бросающиеся в глаза факты нарушения научного этикета со стороны Игоря Михайловича: с точки зрения академической табели о рангах он был лишь кандидатом исторических наук, вступившим в личную конфронтацию с академиком, с 1941 года возглавлявшим Институт востоковедения АН СССР, а с 1959 года заведующим древневосточным отделом этого института. Струве упрекал Дьяконова, что он использует в своих статьях переводы востоковеда Шилейко без указания его авторства. Дьяконов в свою очередь публично атаковал ранние переводы Струве, которые Василий Васильевич делал с немецкого подстрочника и от которых давно отказался, что Струве назвал «нелояльным актом».
Тем не менее, в 1959 году Дьяконов пытался защитить докторскую диссертацию по своей книге «Общественный и государственный строй древнего Двуречья: Шумер» (автореферат её вышел ещё в 1957 году), выбрав в качестве оппонента именно Струве, однако Струве выступил с большим количеством поправок, которые Дьяконов не принимал и отказался слушать. Защитить докторскую диссертацию Дьяконову помогли добрые отношения с Бободжаном Гафуровичем Гафуровым, видным партийным деятелем, бывшим первым секретарём ЦК Таджикской ССР, а в то время — директором Института востоковедения, который лично попросил Струве снять возражения (Дьяконов под началом Гафурова занимался организацией XXV Международного конгресса востоковедов в Москве в 1960 году, а его брат Михаил Михайлович Дьяконов некогда рецензировал книгу Гафурова «История Таджикистана»). В 1960 году Дьяконову удалось успешно защититься и стать доктором исторических наук, хотя Струве вообще отказался выступать в качестве оппонента.

### Авторство переводаЭпоса о Гильгамеше
В 1961 году в серии «Литературные памятники» вышел перевод Дьяконова Эпоса о Гильгамеше. Эта работа принесла Дьяконову как успех и широкую известность за пределами востоковедения, так и ропот недовольства среди учёных в связи с обстоятельствами, сопутствовавшими данному переводу. В ходе подготовки перевода Дьяконов работал с рукописями перевода «Ассиро-вавилонского эпоса», сделанного талантливым востоковедом Владимиром Казимировичем Шилейко в 1920-е — 1930-е годы. Влияние Шилейко не отрицалось, однако возникла дискуссия о масштабах использования этих рукописей. Словами известного российского филолога Вячеслава Всеволодовича Иванова: «целый ряд мест указанного перевода … почти буквально следует тексту Шилейко не только в ритме, но и в конкретном подборе слов». Дьяконов в своей «Книге воспоминаний» подтверждает, что долгое время работал с рукописью Шилейко, но утверждает, что она представляла собой «черновые и незавершённые наброски, часто без начала и конца», а также, что её издание «неосуществимо». В то же время, другие исследователи считали рукопись «Ассиро-вавилонский эпос» законченной и готовой к публикации, более того, большая часть её была опубликована без каких-либо дополнительных консультаций с ассириологами в 1987 году.
Кроме этого, родственники Шилейко утверждают, что смогли отобрать рукопись у Дьяконова, только прибегнув к помощи сотрудника милиции. Дьяконов в переписке с Ивановым указывал, что он «против преувеличения зависимости его перевода от сделанного Шилейко» и намеревался вернуться к этому вопросу, но в течение 12 лет, с момента выхода комментариев Иванова и до своей смерти в 1999 году, Дьяконов так к этому вопросу и не вернулся.
Однако на добросовестность работы И. М. Дьяконова с рукописями Шилейко указывает обнаруженное в архиве семьи Шилейко письмо В. К. Андреевой-Шилейко И. М. Дьяконову от 23 августа 1940 года (сохранился его черновик), в котором сказано: «В Вашем письме Вы спрашиваете, не сохранилось ли в бумагах Владимира Казимировича переводов других текстов Гильгамеша (помимо VI таблицы — В. Е.). К сожалению, нет, хотя Владимиром Казимировичем были переведены все части Гильгамеша полностью и им об этом эпосе было подготовлено большое исследование. Но по воле рока все материалы по этой его работе пропали на его ленинградской квартире во время пребывания в Москве. Пропажа эта была тяжёлым ударом моему покойному мужу, хотя он и имел обыкновение говорить, что горевать не о чём, так как то, что не удалось завершить ему, всё равно сделают другие. И он, наверно, порадовался бы, найдя в Вашем лице себе продолжателя». Таким образом, из переписки следует, что полный перевод эпоса о Гильгамеше был потерян ещё при жизни В. К. Шилейко, и его вдова благословила молодого учёного И. М. Дьяконова на то, чтобы сделать новый перевод. Точку в этой дискуссии об авторстве должно поставить академическое издание тех переводов Шилейко, которые сохранились. Впрочем, сам Дьяконов в 1980-х годах своим ученикам читал собственную эпиграмму: «Гильгамеша пожалей-ка: перевёл его Шилейко».

## Научные общества
Не будучи членом АН СССР (РАН), Дьяконов состоял членом-корреспондентом Британской академии (с 1975), почётным членом Американского востоковедного общества, Королевского азиатского общества Великобритании и Ирландии, Азиатского общества Франции, Американской академии искусств и Академии естественных наук РФ. Состоял почётным членом Итальянского института Ближнего и Дальнего Востока, почётным доктором Чикагского университета.

### Список произведений
- Архаические мифы Востока и Запада / отв. ред. В. А. Якобсон. — М.: Наука, 1990. — 247 с. — (Исследования по фольклору и мифологии Востока). — ISBN 5-02-017016-Х.
- Книга воспоминаний. — СПб.: Европейский дом, 1995. — 766 с. — (Дневники и воспоминания петербургских учёных). — ISBN 5-85733-042-4.
- Книга Экклезиаст в переводе и с примечаниями И. М. Дьяконова (zip-архив  на сайте http://psylib.org.ua)
- Дьяконов И. М. Предыстория армянского народа. История Армянского нагорья с 1500 по 500 г. до н.э. Хурриты, лувийцы, протоармяне / Еремян С. Т. — Ереван: Издательство АН Армянской ССР, 1968. — 266 с.